# Navicula
Łodzik (Navicula Bory 1822) – rodzaj okrzemek z rodziny łodzikowatych (Naviculaceae). Do rodzaju należy około tysiąca gatunków, przy czym typowym jest N. tripunctata. Łacińska nazwa rodzaju oznacza łódkę lub stateczek. Łodziki należą do częstszych przedstawicieli słodkowodnego fitoplanktonu i fitobentosu na całym świecie. W polskiej florze częstsze m.in. Navicula cryptocephala, Navicula cuspidata, Navicula gracilis, Navicula lanceolata i Navicula rhynchocephala. Reprezentanci rodzaju występują obficie w osadach od górnej kredy.

## Budowa i biologia
Na skorupce występują punktowane lub kreseczkowane prążki poprzeczne promieniste lub konwergentne – brak linii podłużnych. Prążki ornamentacji zebrane w węzeł środkowy, który jest mały, okrągły, bardzo rzadko rozszerzony aż do brzegów okrywy. Szczelina (rafa) zwykle znajduje się na osi okrywy. Podobnie jak pozostali przedstawiciele rodziny łodzikowatych ma komórki symetryczne wobec trzech osi, niekolonijne. Jak niektóre inne okrzemki, łodziki oprócz prowadzenia fotosyntezy są zdolne do cudzożywności. Przykładowo, Navicula pelliculosa jest zdolna do życia w ciemności pod warunkiem dostępności glukozy, a przy ograniczonym dostępie potrzebnego do fotosyntezy ditlenku węgla (jednak na świetle) jako pokarm wykorzystuje również fruktozę i glicerol. Dzięki wydzielaniu przez rafę śluzu (zbudowanego z reszt kwasu glukuronowego) gatunki związane z podłożem zdolne są do ruchu ślizgowego.

## Ekologia
Żyją zarówno jako elementy planktonu, jak i bentosu (także peryfitonu, głównie jednak epipsammonu i epipelonu), niektóre przechodząc z jednej biocenozy do drugiej (meroplankton, tychoplankton). Znajdowane również formy aerofityczne żyjące na wilgotnych ścianach jaskiń. Zasiedlają różne siedliska od kwaśnych (np. Navicula subtilissima), przez umiarkowanie kwaśne (np. Navicula heimansii), obojętne (np. Navicula radiosa), umiarkowanie zasadowe (np. Navicula cryptocephala), po zasadowe (np. Navicula tuscula), a także od słonych (np. Navicula vanhoeffenii) po słodkie (większość gatunków). Należą do najczęściej spotykanych składników zbiorowisk glonów w źródłach, w fitoplanktonie rzek, w glebach (fitoedafon). Jako epifity, pod wodą preferują martwe rośliny, w środowisku lądowym zaś na mchach, paprotnikach i porostach często spotykany jest gatunek Navicula mutica.
Warunki występowania wpływają na zmienność morfologiczną gatunków z tego rodzaju – przedstawiciele tych samych gatunków żyjąc w glebie wykazują tendencję do zmniejszania rozmiarów w stosunku do tych samych gatunków bytujących w środowisku wodnym.

## Zastosowanie w biomonitoringu wód
Gatunki fitobentosowe uwzględniane są we wskaźnikach okrzemkowych służących do określania stanu jakości wód. Wśród nich są zarówno gatunki degradacyjne dla jezior stratyfikowanych i referencyjne (czyli świadczące o pożądanym stanie) dla jezior niestratyfikowanych, ubikwistyczne (np. Navicula reinhardtii), referencyjne dla obu grup jezior (np. Navicula lentzii), jak i degradacyjne dla obu grup (np. Navicula saprophila). W okrzemkowych wskaźnikach trofii i saprobowości rzek stosowanych przez Główny Inspektorat Ochrony Środowiska uwzględniane jest kilkadziesiąt taksonów łodzików, wśród których najniższe wartości wskaźnikowe, a więc najwyższe wymagania co do czystości ma Navicula wildii, a najwyższe wartości wskaźnikowe, a więc największą tolerancję wobec zanieczyszczeń – Navicula arvensis var. major. Chociaż okrzemki z natury swej nie są najlepszymi organizmami wskaźnikowymi ze względu na występowanie na różnych poziomach saprobowych, grupa 10 gatunków łodzików wskazywana jest jako charakterystyczna dla silnie zanieczyszczonych rzek, mając przy tym ogromne znaczenie ekologiczne.